# TANGO NOIR
〈TANGO NOIR〉(탱고 느와르)는 일본의 여가수 나카모리 아키나(中森明菜)의 17번째 싱글로 1987년 2월 4일에 발매되었다. (EP: L-1753) 작사는 후유무리 가요코(冬杜花代子)가, 작곡은 츠시미 다카시(都志見隆)가, 편곡은 나카무라 사토시(中村哲)가 담당하였다.
B사이드곡은 〈MILONGUITA〉로, 작사는 오오츠 아키라(大津あきら)가, 작곡은 하야시 테츠지(林哲司)가, 편곡은 역시 나카무라 사토시가 도맡았다. 본곡의 작곡자 츠시미 다카시는 이 곡을 일러 음정을 저음으로 잡게 되면 음이 점점 묻혀버리게 되는데, 더욱 낮은 음으로 처리하는 대신 한 옥타브의 폭을 만들어 저음과 고음을 넘나들게 하고, 나카모리가 훌륭하게 불러주었다고 평하였다. 1987년 2월, 후지 테레비의 음악방송 프로그램 《밤의 히트 스튜디오 DELUXE》에서 출연하여 무대 의상을 입고 탱고까지 추면서 노래를 선보였다. 1987년 2월 16일 오리콘 주간 차트에 1위로 올라온 이래 2주 연속 1위를 수성하였고 13주 동안 주간 차트 100위안에 계속 들어있었다. 이어 월간 차트 1위를 달성하고, 1987년 오리콘 연간 차트 2위까지 기록했다.

## 수록곡
| #            | 제목               | 작사            | 작곡          | 편곡            | 재생 시간 |
| ------------ | ------------------ | --------------- | ------------- | --------------- | --------- |
| 1.           | 〈〈TANGO NOIR〉〉 | 후유무리 가요코 | 츠시미 다카시 | 나카무라 사토시 | 4:08      |
| 2.           | 〈〈MILONGUITA〉〉 | 오오츠 아키라   | 하야시 테츠지 | 나카무라 사토시 | 4:28      |
| 총 재생 시간 | 총 재생 시간       | 총 재생 시간    | 총 재생 시간  | 총 재생 시간    | 8:36      |

## 수상
- 제20회 전일본유선방송대상 (상반기) - 우수스타상
- 제14회 요코하마 음악제 - 요코하마 음악제상
- 제2회 일본 골드디스크 대상 - The Best Single of the Year (일본 음악)

## 발매 일정
| 버전                    | 일정             | 레이블         | 포맷               |
| ----------------------- | ---------------- | -------------- | ------------------ |
| 〈TANGO NOIR〉          | 1987년 2월 4일   | 워너 뮤직 재팬 | EP (L-1753)        |
| 〈TANGO NOIR〉 (재발매) | 1988년 6월 25일  | 워너 뮤직 재팬 | 8cmCD (10SL-147)   |
| 〈TANGO NOIR〉 (재발매) | 1988년 12월 21일 | 워너 뮤직 재팬 | CT (10L5-4056)     |
| 〈TANGO NOIR〉 (재발매) | 1998년 11월 26일 | 워너 뮤직 재팬 | 12cmCD (WPC6-8674) |
| 〈TANGO NOIR〉 (재발매) | 2008년 11월 12일 | 워너 뮤직 재팬 | 디지털 다운로드    |